# Província de Takhar
La província de Takhār (persa تخار) és una divisió administrativa de l'Afganistan creada el 1964 per divisió en tres províncies (Baghlan, Kunduz i Takhar) de la província de Qataghan. Està situada al nord-est del país i la capital és Talukan (Taloqan o Taluqan) antiga Talakan del Tukharistan. Disposa d'importants mines de sal. La superfície és de 12.333 km² i la població de 886.400 habitants (2009).
La província fou creada el 1964 per divisió en tres províncies de l'antiga de Kataghan. El nom de Thakar deriva de Tukharistan. En aquesta província fou assassinat el cap militar de l'Aliança del Nord, Ahmad Shah Massoud, el 9 de setembre de 2001 per un periodista suposat agent d'al-Qaeda. La província és de majoria uzbek i tadjik, amb important presència de paixtus i hazares. El districte va començar a ser atacat pels talibans el 2008.

## Districtes

Districtes de Takhar.

| Districte          | Capital | Població | Àrea | Notes                                               |
| ------------------ | ------- | -------- | ---- | --------------------------------------------------- |
| Baharak            |         |          |      | Creat el 2005 segregat del districte de Taluqan     |
| Bangi              |         |          |      |                                                     |
| Chah Ab            |         |          |      |                                                     |
| Chal               |         |          |      |                                                     |
| Darqad             |         |          |      |                                                     |
| Dashti Qala        |         |          |      | Creat el 2005 segregat del districte de Khwaja Ghar |
| Farkhar            |         |          |      |                                                     |
| Hazar Sumuch       |         |          |      | Creat el 2005 segregat del districte de Taluqan     |
| Ishkamish          |         |          |      |                                                     |
| Kalafgan           |         |          |      |                                                     |
| Khwaja Baha Wuddin |         |          |      | Creat el 2005 segregat del districte de Yangi Qala  |
| Khwaja Ghar        |         |          |      | Sub-dividit el 2005                                 |
| Namak Ab           |         |          |      | Creat el 2005 segregat del districte de Taluqan     |
| Rustaq             |         |          |      |                                                     |
| Taluqan            |         |          |      | Sub-dividit el 2005                                 |
| Warsaj             |         |          |      |                                                     |
| Yangi Qala         |         |          |      | Sub-dividit el 2005                                 |